# Брекс
Брекс (фр. Bretx, окс. Bretz) — коммуна во Франции, находится в регионе Юг — Пиренеи. Департамент — Верхняя Гаронна. Входит в состав кантона Гренад. Округ коммуны — Тулуза.
Код INSEE коммуны — 31089.

## География
Коммуна расположена приблизительно в 580 км к югу от Парижа, в 23 км к северо-западу от Тулузы.

## Климат
Климат умеренно-океанический. Зима мягкая и снежная, весна характеризуется сильными дождями и грозами, лето сухое и жаркое, осень солнечная. Преобладают сильные юго-восточные и северо-западные ветры.

## Население
Население коммуны на 2010 год составляло 568 человек.
| 1962 | 1968 | 1975 | 1982 | 1990 | 1999 | 2010 |
| ---- | ---- | ---- | ---- | ---- | ---- | ---- |
| 134  | 130  | 174  | 226  | 315  | 357  | 568  |

## Экономика
В 2010 году среди 369 человек трудоспособного возраста (15—64 лет) 288 были экономически активными, 81 — неактивными (показатель активности — 78,0 %, в 1999 году было 72,4 %). Из 288 активных жителей работали 261 человек (145 мужчин и 116 женщин), безработных было 27 (10 мужчин и 17 женщин). Среди 81 неактивных 27 человек были учениками или студентами, 36 — пенсионерами, 18 были неактивными по другим причинам.

## Достопримечательности
- Церковь Св. Иоанна Крестителя (XIX век)
- Замок Флер (XVII век)
- Фонтан Св. Иоанна (XIX век), бывшее место паломничества